# Sint-Munokerk (Goffontaine)

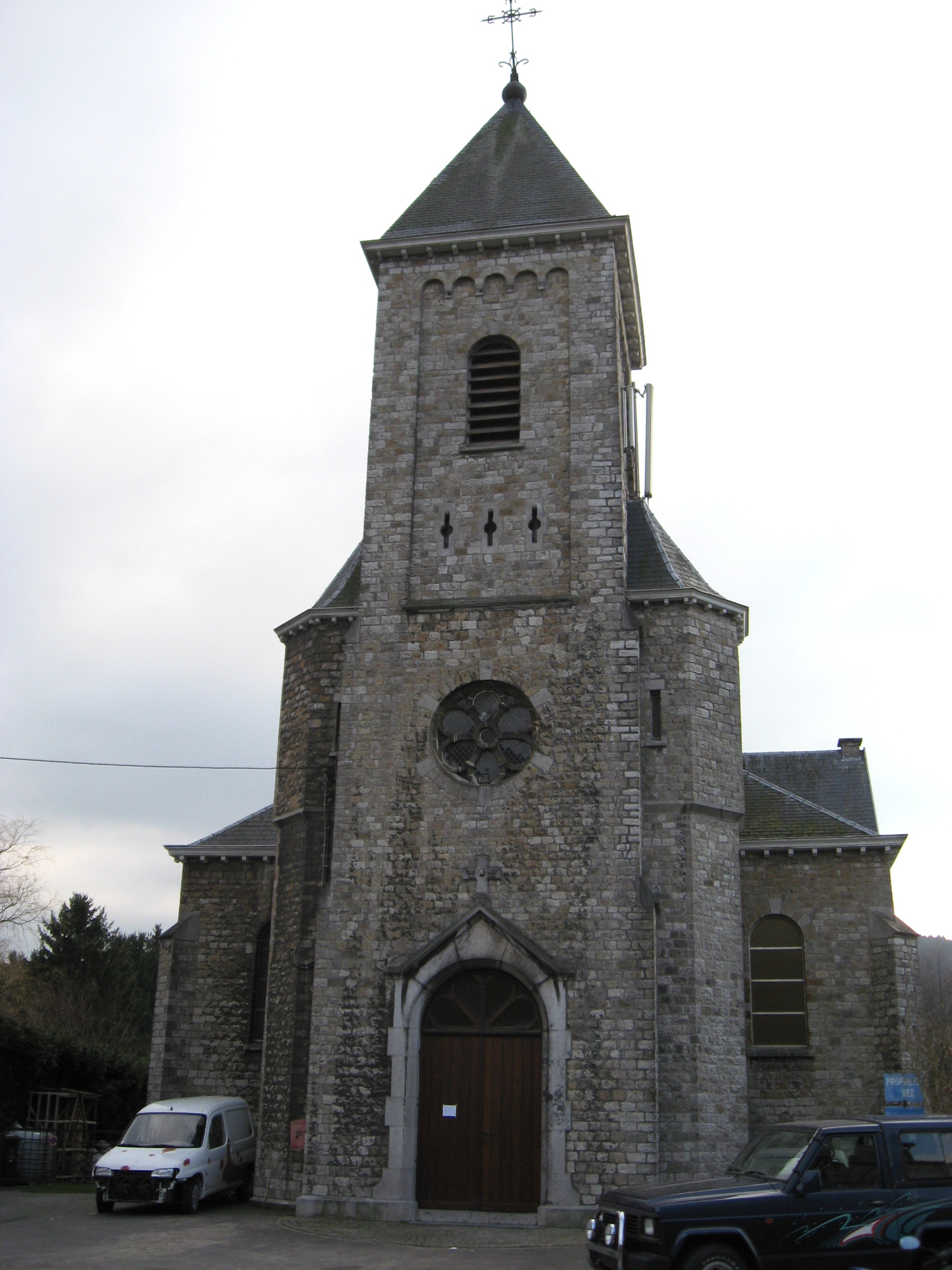
Sint-Munokerk

De Sint-Munokerk (Église Saint-Monon), gelegen in de tot de deelgemeente Cornesse van de Belgische gemeente Pepinster behorende plaats Goffontaine.

## Geschiedenis
Oorspronkelijk waren de bewoners van Goffontaine voor hun religieuze plichten aangewezen op de Sint-Rochuskerk te Soiron. In 1749 werd een kapel gebouwd die aan Sint-Muno was gewijd. De Franse tijd bracht met zich mee dat Goffontaine bij Cornesse werd gevoegd, en ook het dichterbij gelegen Onze-Lieve-Vrouw-Tenhemelopnemingskerk van Cornesse de parochiekerk zou zijn. De bewoners van Goffontaine wilden echter niet dat hun kapel gesloten zou worden. In 1876 werd deze verheven tot parochiekerk.
Een nieuwe kerk werd gebouwd van 1889-1891 naar ontwerp van Léonard Monseur. Het betreft een neoromaans bouwwerk, gebouwd in blokken kolenkalk. Ook werden stenen aangevoerd uit Chanxhe, bij Poulseur. De driebeukige kerk heeft een voorgebouwde toren, geflankeerd door twee traptorens en gedekt met een tentdak. Het koor is halfrond afgesloten. Het interieur is voornamelijk neoromaans, en er is een houten beeld van Sint-Muno. De kerk bezit twee glas-in-loodramen, vervaardigd door Leopold Pluys, voorstellende Sint-Agnes en Sint-Cecilia.
De kapel werd verkocht en diende nog als café, daarna als kruidenierszaak en uiteindelijk als woonhuis (aan Goffontaine 17).